# Список каменных крепостей России
В этом перечне приведены каменные крепости, расположенные на территории России — каменные крепости, кремли, замки, укрепленные монастыри. Список построен по географическому принципу. В нём приведены как сохранившиеся до нашего времени (полностью или частично), так и потерянные сооружения. Сооружения, которые уцелели более или менее фрагментарно, обозначены розовым цветом. Объекты, не сохранившиеся полностью, или не сохранившие каменных частей выделены серым цветом. Для каждого объекта дается название, местоположение, дата сооружения стен, примечания, фото.

## Список каменных крепостей
|  | Сооружения, которые уцелели более или менее фрагментарно                |
|  | Объекты, не сохранившиеся полностью, или не сохранившие каменных частей |

### Центральная Россия
| Название                                  | Месторасположение                                                           | Дата сооружения | Примечания | Фото |
| ----------------------------------------- | --------------------------------------------------------------------------- | --- | --- | ---- |
| Московский Кремль                         | Москва                                                                      | Знаменитый архитектурный комплекс XIV—XX вв. Современные каменные стены с 20 башнями построены в 1485—1495. Башни получили нынешний вид после надстроек XVII в. Общая длина стен — 2235 м. | Стены Кремля (как и значительное количество его храмовых и светских сооружений) построены итальянцами — Алевизом Фрязином Старым, Петром Фрязином (Пьетро Антонио Солари), Марком Фрязином и Антоном Фрязином (Антонио Джиларди). Значительные участки стен и некоторые башни пришли в виде новостроек 1780-х гг. и 1812—1835. Сейчас — памятник ЮНЕСКО.             |      |
| Стены Китай-города                        | Москва                                                                      | Возведены в 1535—1538 гг. Архитектор Петр Малой Фрязин. | Первоначально при длине 2527 м стена города имела 12 башен. Перестраивалась в XVII—XIX вв. Большая часть стен снесена в 1934—1935 гг. и конце 1940-х гг. (участок вдоль Москвы-реки), остались фрагменты стены и только одна из башен. |      |
| Крепость Белого города                    | Москва                                                                      | Возведена в 1585—1591 гг. мастером Ф. С. Конь. Её длина — ок. 10 км, крепость имела 28 глухих и 11 проездных башен.                                                                        | Стены полностью разобраны в 1760-е гг. |      |
| Новодевичий монастырь                     | Москва                                                                      | Большой архитектурный ансамбль, в осн. XVI — XVII вв. Каменные стены с 12 башнями построены в конце XVI в. и полностью перестроены в стиле нарышкинского барокко в 1688—1704 гг.           | Сейчас — памятник ЮНЕСКО. |      |
| Донской монастырь                         | Москва                                                                      | Большой архитектурный ансамбль XVI—XVIII вв. Каменные стены с 12 башнями, построены в стиле нарышкинского барокко в 1686—1711 гг.                                                          | |      |
| Симонов монастырь                         | Москва                                                                      | Когда-то это был выдающийся архитектурный ансамбль XVI—XIX вв. Каменные стены с 6 башнями построены в конце XVI в., полностью перестроены в 1630-е гг.                                     | Монастырский комплекс уничтожен большевиками в 1930 г. От стен остался участок стены с 3 башнями. |      |
| Новоспасский монастырь                    | Москва                                                                      | Архитектурный ансамбль XVII—XIX вв. Стены с 5 башнями построены в 1640-е гг.. | Стены местами разрушены большевиками в 1930-е гг., сейчас реконструируются. |      |
| Троице-Сергиева лавра                     | Московская область, Сергиев Посад                                           | Большой архитектурный ансамбль XV—XVIII вв. Монастырская крепость с 10 башнями построена в 1540-е гг., полностью перестроена в XVII в.                                                     | Служила царской резиденцией. Монастырь в 1608—1618 гг. выдержал многочисленные вражеские нападения и осады. Крепость очень хорошо сохранилась, хотя некоторые башни искажены перестройками в XVIII—XIX вв. Памятник ЮНЕСКО. |      |
| Новоиерусалимский монастырь               | Московская область, Истра                                                   | Архитектурный ансамбль XVII—XVIII вв. Каменные стены с 8 башнями построены в 1690—1694 гг.                                                                                                 | Ансамбль был сильно разрушен немецкими войсками в 1941 г., однако стены в основном уцелели. |      |
| Иосифо-Волоцкий монастырь                 | Московская область, Теряево                                                 | Архитектурный комплекс в осн. XVI — XVII вв. Стены с 7 башнями построены в 1543—1566 (полностью перестроен в 1645—1688 гг.)                                                                | Монастырская крепость хорошо сохранилась до нашего времени. |      |
| Николо-Пешношский монастырь               | Московская область, Луговой                                                 | Комплекс сооружений XVI—XIX вв. Каменные стены с 7 башнями строились в 1680-е гг. | Стены перестроены в XIX в. Остались отдельные участки древних стен, большинство башен перестроена. |      |
| Саввино-Сторожевский монастырь            | Московская область, Саввинская Слобода                                      | Прекрасно сохранившийся ансамбль XV—XVIII вв. Каменные стены с 7 башнями (1 уничтожена поздней перестройкой) построены в 1650—1654 гг.                                                     | До екатерининских времен монастырь служил царской резиденцией. |      |
| Зарайский кремль                          | Московская область, Зарайск                                                 | Архитектурный комплекс XVI—XIX вв. Белокаменные кирпичные стены, длиной около 800 м, с 7 башнями, построены в 1528—1531 гг.                                                                | Кремль неплохо сохранился до нашего времени. |      |
| Коломенский кремль                        | Московская область, Коломна                                                 | Архитектурный комплекс XVI—XVIII вв. Каменные стены длиной 1640 м с 17 башнями построены в 1525—1531 гг. скорее всего итальянскими мастерами.                                              | Большинство стен разобраны в XVIII—XIX вв. Остались фрагменты стен с 7 башнями. |      |
| Можайский кремль                          | Московская область, Можайск                                                 | В XVI в. каменной была лишь Никольская башня. Каменные стены и большинство башен построены в 1624—1626 гг..                                                                                | Крепость разобрана в 1802 году, материал пошел на строительство Ново-Никольского собора. Сохранились отдельные фрагменты цокольных этажей и фундамента башен на земляном валу, а также Никольские ворота с Воздвиженской церковью на них (встроены в подклет Ново-Никольского собора). Помимо этого, внутри собора сохранился 11-метровый фрагмент крепостной стены. |      |
| Серпуховский кремль                       | Московская область, Серпухов                                                | Белокаменные стены кремля, длиной 933 м были украшены 8 башнями. Построены в 1552—1556 гг.                                                                                                 | Крепость отбила нападения поляков и запорожцев в 1609—1618 гг. разбиралась постепенно, начиная с XVIII в. Сейчас остались лишь жалкие остатки. |      |
| Высоцкий монастырь                        | Московская область, Серпухов                                                | Архитектурный комплексXVI — XVII вв. Монастырские стены длиной 510 м. возведены в 1640-е гг.                                                                                               | Большая часть стен и 3 из 5 башен были уничтожены большевиками в 1930-е гг. Сейчас стены восстанавливаются. |      |
| Александровская слобода                   | Владимирская область, Александров                                           | Архитектурный ансамбль в основном XVI—XVII вв. Каменные стены и башни возведены в конце XVII в.                                                                                            | Иногда монастырь называют местным «кремлём». |      |
| Спасо-Евфимиев монастырь                  | Владимирская область, Суздаль                                               | Архитектурный ансамбль XVI—XVII вв. Каменные стены длиной около 1200 м и башни возведены в 1670-е — 1680-е гг..                                                                            | Монастырь фактически был цитаделью города, потому что собственно Суздальский кремль не имел каменных укреплений. В царские, позже в советские времена, он служил тюрьмой. Памятник ЮНЕСКО. |      |
| Боголюбский замок (Боголюбский монастырь) | Владимирская область, Боголюбово                                            | Ансамбль княжеской резиденции включал в себя помимо храмов двухэтажный каменный дворец и каменный киворий; замок ограждён каменными стенами.                                               | Длина стен оценивается примерно в 1-1,5 км. |      |
| Старая Рязань                             | Приблизительно в 50 км ниже по течению Оки от Рязани, у села Старая Рязань. | Площадь укреплений в XII веке достигала 60 га. | Город полностью уничтожен зимой 1237 года во время монгольского нашествия Бату-хана. |      |
| Рязанский Кремль                          | Рязань                                                                      | Ансамбль главного форпоста и центра духовенства Рязанской области. Включает в себя 9 церквей , 1 часовню и 2 колокольни.                                                                   | Сохранились 3 из 12 башен с двумя пряслами. У некоторых башен затерялись имена в глубине истории. На месте первой выстроенной в камне не сохранившейся Глебовской башни сейчас стоит Соборная Колокольня Успенского собора. |      |
| Богоявленско-Анастасиин монастырь         | Кострома                                                                    | Памятник архитектуры XVI—XIX вв. Каменные стены с 6 башнями построены в 1642—1648 гг.. | Почти все стены и башни уничтожены в XIX—XX вв. До настоящего времени осталась лишь одна башня, искаженная перестройкой XIX в. |      |
| Ипатьевский монастырь                     | Кострома                                                                    | Исторически делится на Старый и Новый города. Каменные стены и башни Старого города строились в 1586—1590, 1621—1623 гг., Нового города — в 1642—1645 гг..                                 | |      |
| Толгский монастырь                        | Ярославль, Толга                                                            | Монастырские стены и башни возведены в 1690-е гг. митрополитом Ионой Сысоевичем. | |      |
| Земляной город                            | Ярославль                                                                   | Каменные башни построены в 1640-е — 1670-е гг. | Крепость почти полностью уничтожена в конце XVIII в., до наших времён остались лишь 3 башни — Волжская, Власьевская (Знаменская) и Угличская. Остатки крепости — в числе городских достопримечательностей ЮНЕСКО. |      |
| Спасо-Преображенский монастырь            | Ярославль                                                                   | Памятник архитектуры XVI—XIX вв. Каменные стены и башни построены в 1560-е — 1580-е гг и полностью перестроен в 1621—1646 гг.                                                              | После многочисленных перестроек XIX в. от первоначальных стен остались лишь участки стен и две башни. Этот монастырский комплекс иногда называют «кремлём» Ярославля. Памятник ЮНЕСКО. |      |
| Ростовский кремль (Митрополичий двор)     | Ярославская область, Ростов                                                 | Прекрасно сохранившийся архитектурный ансамбль, в основном XVI—XVII вв. Стены и башни построены в 1670—1683 гг ростовским митрополитом митрополитом Ионой Сысоевичем.                      | К «кремлёвскому» двору с двух сторон присоединены участки слабых каменных ограждений. Стены же собственно «кремля» имеют 7 высоких башен и две надвратные церкви крепости. |      |
| Ростовский Борисоглебский монастырь       | Ярославская область, Борисоглебский                                         | Прекрасно сохранившийся большой монастырь-крепость XVI—XVII вв. Каменные стены основаны в 1545 г., современные построены в 1650-е — 1680-е гг. митрополитом Ионой Сысоевичем.              | Длина стен — 1040 м., они имеют две надвратные церкви крепости и 10 башен. |      |
| Троице-Сергиев Варницкий монастырь        | Ярославская область, Ростовский район                                       | Монастырь, заложенный в XV веке, почти полностью уничтоженный в веке XX, и восстановленный в XXI.                                                                                          | |      |
| Авраамиев Богоявленский монастырь         | Ярославская область, Ростов                                                 | Древнейший мужской монастырь Ростова, с 2004 года уже как женский | Полностью утратил стены |      |
| Белый город Юрьевца                       | Ивановская область, Юрьевец                                                 | Белокаменный кремль XVII века, квадратный в плане. Не был достроен до конца. | Разобран в XVIII—XIX веках |      |
| Никитский монастырь                       | Ярославская область, Переславль-Залесский                                   | Архитектурный комплекс XVI—XIX вв. Каменные стены и башни возведены в 1560-е гг., перестраивались.                                                                                         | Монастырь фактически служил твердыней города, потому что сама Переславльская крепость была деревянной. |      |
| Старицкий Свято-Успенский монастырь       | Тверская область, Старица (город)                                           | Архитектурный комплекс XVI—XIX вв., храм 1530-х гг., стены и башни 1540—1560-х годов | Стена с башнями разобрана в 1930-е годы, но в 2013 году монастырь восстановлен в первоначальном виде. |      |
|                                           |                                                                             | | |      |
| Нило-Столобенская пустынь                 | Тверская область                                                            | Монастырский комплекс XVI—XIX века на острове Стобном | |      |
| Троицкий Макарьев монастырь               | Тверская область, Калязин                                                   | Архитектурный комплекс XVI—XVIII вв. Каменные стены длиной ок. 700 м с 6 башнями построены в 1644—1648.                                                                                    | Монастырь полностью разрушен большевиками в 1939 г. |      |
| Смоленская крепость                       | Смоленск                                                                    | Огромная крепость с длиной стен 6,5 км и с 38 башнями построена в 1596—1602 гг. мастером Ф. С. Конь.                                                                                       | Постепенно разбиралась в XVIII—XX вв. До нашего времени дошли большие фрагменты стены с 17 башнями. |      |
| Вяземская крепость                        | Смоленская область, Вязьма                                                  | Малые деревянные стены и каменные башни (1632 г.). | Разрушена в XVIII в. До нашего времени сохранилась лишь одна башня — Спасская. |      |
| Пафнутьево-Боровский монастырь            | Калужская область, Боровск                                                  | Архитектурный комплекс XVI—XVIII вв. Каменные стены с 6 башнями заложены в 1535 г., возведён во второй половине XVI в..                                                                    | Длина стен — 673 м |      |
| Тульский кремль                           | Тула                                                                        | Архитектурный комплекс XVI—XX вв. Каменные стены с 9 башнями построены в 1514—1521 гг. | Длина стен — 1066 м |      |

### Северо-Запад
Замки Калининградской области указаны в отдельной статье.
| Название                                 | Месторасположение                         | Дата сооружения | Примечания | Фото |
| ---------------------------------------- | ----------------------------------------- | --- | --- | ---- |
| Новгородский детинец                     | Великий Новгород                          | Состоял из кремля и городских укреплений. Каменный Новгородский кремль («Детинец») заложен в 1333 г., в 1484—1490 возведён заново Иваном III. Хорошо сохранился до нашего времени, хотя в XVII—XIX вв. многократно перестраивался и реконструировался.                                                                         | Длина стен кремля — 1,5 км. Из 12 башен кремля утрачены временем 3. Сейчас Кремль — архитектурный ансамбль XI—XIX вв., Памятник ЮНЕСКО. А вот из многочисленных каменных башен городских укреплений (1391, перестроены в 1502—1504) осталась только одна — Белая (Алексеевская) башня. |      |
| Ниеншанц                                 | Санкт-Петербург                           | Предшественница города. Основанная шведами в 1611 г., достроена в 1677 г. | Муровано-земляная крепость бастионного типа. В 1703 г. взята штурмом, уничтожена около 1717 г. |      |
| Петропавловская крепость                 | Санкт-Петербург                           | Крепость муровано-земляного, бастионного типа. Заложена в 1703 г., современный вид получила в 1740-е — 1780-е гг. Сейчас это большой архитектурный комплекс XVIII — начала XX в. | В царские времена служила также тюрьмой с жестоким режимом. Памятник ЮНЕСКО. Её отдельно стоящий кронверк (построен в XIX в.) сейчас занимает Артиллерийский музей. |      |
| Кронштадтская крепость                   | Санкт-Петербург, Кронштадт                | Стены — многочисленные форты и батареи, заложенные в 1723 г. С XVIII по XX вв. крепость — главная твердыня столицы — постоянно перестраивалась и совершенствовалась. | Большинство фортов на острове Котлин и на южном берегу Балтики построены в конце XIX — начале XX в. Сейчас Кронштадт — памятник ЮНЕСКО, хотя большинство укреплений в запущенном состоянии.                                                                                            |      |
| Выборгская крепость                      | Ленинградская область, Выборг             | Изначально состояла из замка, затем была дополнена городскими укреплениями и внешними бастионами. Замок заложен в 1293 г (современный вид приобрел в XV—XVII вв.), городские стены возведены в 1470-е гг и перестроены в 1690-е гг, Анненские укрепления - в середине XVIII века, а Восточно-Выборгские - в 1863—1870-х годах. | Сам Выборгский замок хорошо сохранился до нашего времени, а от городских укреплений остались только 2 башни — Круглая и башня Ратуши, а также бастион Панцерлакс. Анненские укрепления сохранились хорошо, а Восточно-Выборгские - значительно хуже.                                   |      |
| Староладожская крепость                  | Ленинградская область, Старая Ладога      | Первая каменная крепость построена ещё в конце IX в. варягами. В начале XII в. возведена снова, затем перестроена в XVI в. | XVIII — XIX вв. пришла в упадок и разрушилась. Сохранились 2 башни (реконструированы в советские времена), часть стен и церковь Георгия (1160-е гг.) |      |
| Крепость Орешек (Нотебург, Шлиссельбург) | Ленинградская область, Шлиссельбург       | Стены заложены в 1352 г. Крепость перестроена в конце XV в., затем шведами в XVII в. | С начала XVIII в. — тюрьма с особо жестоким режимом. Поврежденная во время войны, частично реконструирована в первоначальных формах. |      |
| Ивангородская крепость                   | Ленинградская область, Ивангород          | Заложена в 1492 г., перестроена в середине XVI в. Сейчас архитектурный комплекс XV—XVIII вв. | Сильно повреждена гитлеровцами в 1944 г., однако сохранилась в основных своих частях. |      |
| Копорская крепость                       | Ленинградская область, Копорье            | Каменную крепость заложили в 1280 г., перестраивалась в 1297 г. и в начале XVI в. | От крепости остались остатки стен с 4 башнями. |      |
| Крепость Ям                              | Ленинградская область, Кингисепп          | Заложена в 1384 г., перестроена в XV—XVI вв. | Полностью разрушена в 1681 г. В настоящее время не существует. |      |
| Крепость Корела                          | Ленинградская область, Приозерск          | Заложена в 1310 г. перестроена в XV—XVI вв. | От крепости остались остатки стен и одной из башен. |      |
| Псковская крепость                       | Псков                                     | Когда-то это была крепкая крепость России — в её состав входили каменные Кремль («Кром») (1337 г.), Довмонтов город (XIV—XV вв.), два ряда городских укреплений (XV—XVII вв.). Всего было 9,5 км стены и 40 башен. | Разрушена временем. Крепость была отреставрирована и реконструирована в 1960-е гг. Лучше сохранился комплекс Кремля и Довмонтова города. От городских укреплений остались разрозненные башни и фрагменты участков стен.                                                                |      |
| Гдовский кремль                          | Псковская область, Гдов                   | Стены и башни были построены в 1431—1434 гг. | Постепенно разрушился с XVII по XX вв. Сейчас остались лишь остатки стен. |      |
| Изборская крепость                       | Псковская область, Изборск                | Заложена ещё в XII в. Каменные стены с 6 башнями построены заново в 1330-е гг., позже обновлялись и перестраивались. Длина стен — около 850 м. | Крепость весьма разрушена временем, однако сохранила все основные свои части. Никольский собор в крепости — 1330-х гг., колокольня — XIX вв. |      |
| Псково-Печерский монастырь               | Псковская область, Печоры                 | Каменные стены с 10 башнями (сохранилось 9) построены в основном в 1557—1565 гг. | Длина стен — 810 м. В XVI — начале XVIII в. выдержал нападения шведов. |      |
| Островская крепость                      | Псковская область, Остров                 | Построенная в конце XIV в., В XV — начале XVI в. Перестраивалась, пришла в упадок в конце XVII в. | Остатки стен почти полностью уничтожены во время войны. Осталась лишь Никольская церковь (1543 г.). |      |
| Порховская крепость                      | Псковская область, Порхов                 | Заложена в 1387 г., достраивалась в XV в. Небольшая крепость с 3 башнями, церковью (XV—XVIII вв.) и колокольней (XIX в.). | Сейчас в очень запущенном состоянии. |      |
| Кёнигсбергский замок                     | Калининград                               | Заложен в 1255 г. Много раз перестраивался в XIV—XVIII вв. | В замковой капелле проходила коронация королей Пруссии. Разрушен в 1944—1945 гг. Руины окончательно снесены в 1956—1957 гг. |      |
| Соловецкий монастырь                     | Архангельская область, Соловецкие острова | Архитектурный ансамбль XVI—XVIII вв. Каменные стены и башни построены в 1582—1594 годов (зодчий Трифон). | Выдержал многочисленные нападения врагов в XVI—XIX вв. В царские времена служил тюрьмой, в советские — концентрационным лагерем. Сейчас — памятник ЮНЕСКО. |      |
| Новодвинская крепость                    | вблиз Архангельска                        | Муровано-земляная крепость бастионного типа. Построена в 1700—1714 гг. | Дошла до нашего времени в очень руинированном виде. |      |
| Крепость Гостиного двора                 | Архангельск                               | Укрепленный торговый комплекс строился в 1668—1684 гг.. (М.Анцин, Д. М. Старцев). | После многочисленных перестроек и разрушения 1770-х гг — начале XX в. от крепости остались лишь остатки с 2 перестроенными башнями. |      |
| Кирилло-Белозерский монастырь            | Вологодская область, Кириллов             | Большой монастырь-крепость, ансамбль XV—XVII вв. Монастырь исторически делится на Старый и Новый города. Старый город состоит из двух монастырей — Успенского («Великого») и Ивановского («Малого»). Стены Успенского монастыря возведены в 1523—1557 гг., Ивановского — в конце XVI в., Нового города — в 1653—1682 гг.       | В 1612—1616 гг. стены Старого города выдержали несколько осад и штурмов польско-литовских войск. Сейчас музей-заповедник. |      |
| Вологодский кремль                       | Вологда                                   | Стены строились в 1566—1571 гг., но каменными были только половина стен и 11 из 23 башен. | Каменные части разобраны в XVIII в. (окончательно — в 1823 г.). |      |
| Вологодский архиерейский двор            | Вологда                                   | Архитектурный комплекс XVII—XVIII вв. Стены с 4 башнями построен в 1671—1675 гг. | Комплекс церковных и светских сооружений. Ансамбль расположен в самом центре бывшего Вологодского кремля, в давние времена он был цитаделью города. В XVIII в. стены частично перестроены, одна из башен — полностью утрачена.                                                         |      |
| Спасо-Прилуцкий монастырь                | Вологда, Прилуки                          | Ансамбль монастыря возведён в основном в XVI—XVIII вв. Стены с 5 башнями построены в 1640—1656 гг. | Длина стены — 950 м. |      |

### Поволжье
| Название                        | Месторасположение                | Дата сооружения | Примечания | Фото |
| ------------------------------- | -------------------------------- | --- | --- | ---- |
| Желтоводский Макариев монастырь | Нижегородская область, Макарьево | Архитектурный комплекс XVII в. Стены и башни построены в 1662—1667 гг..                                                  | В XVII—XIX вв. у стен монастыря проходила всероссийская Макарьевская ярмарка.                                                  |      |
| Нижегородский кремль            | Нижний Новгород                  | Архитектурный комплекс XVI—XX вв. Стены и башни построены в 1500—1515 гг. итальянцем Петром Фрязином (Пьетро Франческо). | Длина стены — около 2 км. Из 13 башен до нашего времени сохранено 12, 13-я восстановлена в 2012 году.                          |      |
| Казанский кремль                | Казань                           | Архитектурный комплекс XVI—XXI вв. Стены и башни строились в 1552—1560 годов (Постник Яковлев) и в конце XVI в.          | Длина стены — 1800 м. Из 13 башен 5 утрачено (полностью или частично) при перестройках XVIII—XIX вв. Кремль — памятник ЮНЕСКО. |      |
| Свияжский Успенский монастырь   | Свияжск                          | Монастырь основан в 1555 году, каменная ограда относится к XVIII—XIX вв.                                                 | Длина стены — около километра, она хорошо сохранилась.                                                                         |      |
| Сызранский кремль               | Самарская область, Сызрань       | Каменные стены с 5 башнями строились с 1683 г.                                                                           | Кремль почти полностью уничтожен в XVIII в. Осталась только проезжая шатровая Спасская башня.                                  |      |
| Азовская крепость               | Ростовская область, Азов         | Земляная крепость, с каменными частями бастионного типа. Возведённая в 1770-е — 1780-е гг.                               | Значительная часть крепости разрушена временем.                                                                                |      |
| Астраханский кремль             | Астрахань                        | Архитектурный комплекс XVI—XIX вв. Стены с 6 башнями построены в 1582—1589 гг.                                           | Длина стен — 1487 м. |      |

### Кавказ
| Название                                             | Месторасположение                                                          | Дата сооружения | Примечания | Фото |
| ---------------------------------------------------- | -------------------------------------------------------------------------- | --- | --- | ---- |
| Дербентская крепость                                 | Дагестан, Дербент                                                          | Состоит из цитадели Нарын-кала и городских укреплений (последние дошли до нашего времени со значительными потерями). Заложенная Сасанидами в VI в., с тех пор неоднократно перестраивалась. | Длина стен — 3600 м. В настоящее время — памятник ЮНЕСКО. |      |
| Кала-корейш                                          | Дагестан, Дахадаевский район                                               | По преданию, своим появлением крепость обязана курейшитам — арабскому племени, родом из которого был пророк Мухаммед. Защищенное высокой крепостной стеной, поселение расположено в стратегически удачном месте — на вершине труднодоступной горы, окруженной с трех сторон руслами пяти горных рек, а также крутыми обрывами. | Частично сохранились башни, стены, мечеть, есть кладбище с каменными саркофагами IX-X веков, богато украшенными орнаментом и надписями. |      |
| Кубачи                                               | Дагестан, Дахадаевский район                                               | Существовало, по меньшей мере, три башни: Кунакла-кала, Батирталла, Акайла-кала, а также несколько ворот. Судя по современной планировке, башни были, вероятно, соединены между собой каменной крепостной стеной, но крепостные стены вошли в состав позднейших застроек.                                                      | К настоящему времени сохранилась оборонительная башня Кунакла-кала, высотой 15-16 м и диаметром более 20 м, в её наружной кладке сохранились пять резных камней, в том числе 4 с изображением животных, а также башня Акайла-кала (XIII – XIV в.). В среднем квартале сохранилась башня Цилалла-кала. |      |
| Арани (Дагестан)                                     | Дагестан, Хунзахский район                                                 | Крепость построена по указанию Александра II по окончании Кавказской войны. | К настоящему времени крепость существенно перестроена, часть зданий имеет гражданское назначение; неподалёку сохранился арсенал цилиндрической формы. |      |
| Ахтынская крепость                                   | Дагестан, Ахты                                                             | Русская крепость в Дагестане, в селе Ахты, построена в 1839 году генералом Е. А. Головиным. Памятник истории и архитектуры федерального значения. | Самая южная крепость на территории современной России. |      |
| Назрановская крепость                                | Республика Ингушетия, Назрань                                              | Военная каменная крепость российской императорской армии в городе Назрань Республики Ингушетия. Является уникальным памятником русского фортификационного зодчества начала XIX века. Построена в 1805 году, позже несколько раз укреплялась. Охраняется государством.                                                          | В настоящее время идёт реконструкция крепости. |      |
| Шаройская крепость                                   | Чечня, село Шарой                                                          | Крепость VIII-IX вв. | Сохранились две боевые каменные башни-Боу (из 9) и стены жилых каменных строений того периода. В настоящее время реконструирована и восстановлены еще две боевые башни высотой 28 метров, работы по восстановлению в первозданном виде продолжаются. |      |
| Замок Пхакоч                                         | Чечня, село Итум-кале                                                      | Крепость XII-XIV века. | Комплекс состоит из хозяйственных построек, нескольких жилых и боевых башен, окруженных стеной. Пхакоч был значительно руинирован, но в 2011 году полностью отреставрирован. |      |
| Оборонительный комплекс Ахсау                        | Республика Северная Осетия - Алания, село Ахсау                            | Крепость средних веков (без уточнения). | Состоит из замка (галуана) Телакуровых, сторожевых или боевых башен (1) Бузоевых, (2) Саракаевых, (3) Цалиевых, и склепа полуподземного. |      |
| Дзивгисская пещерная крепость                        | Республика Северная Осетия - Алания, село Дзивгис                          | Крепость средних веков (XIII-XVI). | Крепость представляет собой сеть скальных пещер, с фронта защищённых стеной из камня. Кроме того, к входам некоторых естественных пещер над основной стеной также пристроены стены; не исключено, что эти укрепления были связаны с основной частью крепости деревянными лестницами или верёвками. По состоянию на август 2016 г., на основании судебного решения производится демонтаж частных строений, находящихся в охранной зоне крепости. |      |
| Галуан Фатцаевых-Цаллаевых ("замок Фрегат") в Ханазе | Республика Северная Осетия - Алания, аул Ханаз                             | Крепость XIV-XVI веков. | Включён с состав национального парка "Алания". Имеет форму, напоминающую фрегат. Родовая принадлежность оспаривается родами Фатцаевых и Цаллаевых |      |
| Комплекс Цимити (Цмити, Цымыти)                      | Республика Северная Осетия - Алания, между сёлами Урикау и Верхний Фиагдон | Крепость средних веков (IX–XIV вв). | Состоит из большого количества башен (сохранилось 5) и руин стен). Над крепостью находятся две сторожевые башни |      |
| Анапская крепость                                    | Краснодарский край, Анапа                                                  | Турецкая крепость (XVIII вв). | Крепость неоднократно разрушалась во время захвата города во время русско-турецких войн. Сохранились только так называемые Русские ворота |      |
| Преображенская крепость                              | Дагестан, Ботлих                                                           | Русская крепость (XIX в.). заложена в 1859 году генерал-фельдмаршалом А. И. Барятинским | По всей видимости упразднена после революции 1917 года. В настоящее время сохранилась фрагментарно |      |

### Урал и Сибирь
| Название               | Месторасположение                | Дата сооружения | Примечания | Фото                                    |
| ---------------------- | -------------------------------- | --- | --- | --------------------------------------- |
| Верхотурский кремль    | Свердловская область, Верхотурье | Единственный на Урале и самый маленький из кремлей России представляет собой укрепленный двор воеводы с надворными постройками, строительство которого начато в 1699 г. | Сохранились стены и ворота кремля, восстановлена южная башня, идет дальнейшая реконструкция. |                                         |
| Тобольский кремль      | Тюменская область, Тобольск      | Архитектурный комплекс XVII—XIX вв., единственный в Сибири каменный кремль. Стены построены Семёном Ремезовым. Стены состоят из цитадели — Купеческого двора-крепости (1702—1706 гг.) и наружных стен (1708—1718 гг.). | Часть внешних стен утрачена в XVIII в. |                                         |
| Кузнецкая крепость     | Кемеровская область, Новокузнецк | Каменная крепость на Вознесенской горе построена в городе Новокузнецке в 1800-1820 годах по распоряжению императора Павла I, как часть Сибирской линии для защиты Южной Сибири от китайской угрозы. Ни разу с момента постройки не участвовала в военных действиях. Упразднена как военная крепость в 1846. | Площадь крепости составляет около 20 га. По периметру крепости, имеющей форму вытянутого прямоугольника, укрепления состоят из земляного вала с реданами, с внутренней стороны реданов насыпаны аппарели для подъёма орудий. На углах крепости устроены полубастионы, два из них (Томский и Кузнецкий) облицованы плитами песчаника. В промежутке между каменными полубастионами сооружена кирпичная трехэтажная проездная подзорная башня, к этой башне выходила дорога на Барнаул.                         |                                         |
| Далматовский монастырь | Курганская область, Далматово    | Монастырь основан в 1644 году иноком Далматом (в миру — Дмитрий Иванович Мокринский). Изначально деревянный. 1707—1719 гг. — строительство каменного Успенского собора. 1720—1763 гг. — строительство каменной стены для защиты от нападений. Монастырь подвергался набегам кочевых племен и войск Сибирского ханства, неоднократно уничтожался, страдал от восстаний и пожаров. В 1774 г. выдержал осаду отряда пугачевцев под командованием челябинского есаула Прохора Пестерева. | Монастырь-крепость имеет форму неправильного шестиугольника, занимает площадь около 4,5 га. С 1922 г. после закрытия здания использовались под краеведческий музей, колхозно-совхозный драмтеатр, госпиталь и завод, для нужд которого разобрали часть стен и бастионов. В 1989—1994 гг. передача монастыря верующим, начало возрождения. Восстановлена в том числе Скорбященская церковь (1871—1881 гг.). Успенский собор на реставрации. Стены, башни и ворота находятся в неудовлетворительном состоянии. | Западные ворота Далматовского монастыря |

### Крым
Большая часть Крымского полуострова является объектом территориальных разногласий между Россией, контролирующей спорную территорию, и Украиной, в пределах признанных международным сообществом границ которой спорная территория находится.
| Название                       | Месторасположение                              | Дата сооружения                                                                       | Примечания | Фото |
| ------------------------------ | ---------------------------------------------- | ------------------------------------------------------------------------------------- | --- | ---- |
| Керченская крепость            | Крым, Керчь                                    | Крупная, хорошо сохранившаяся крепость XIX века.                                      | |      |
| Еникале                        | Крым, Керчь                                    | Турецкая крепость начала XVIII века.                                                  | Почти вся крепость находится в руинах. Наиболее хорошо сохранились ворота, фрагменты крепостных стен и полубастион с прибрежной стороны. |      |
| Генуэзская крепость в Феодосии | Крым, Феодосия                                 | Итальянская крепость XIV века.                                                        | Сохранилась южная стена цитадели с двумя башнями (башня Святого Климента и башня Криско), часть западной стены, пилоны ворот, несколько башен в разных частях города (Доковая, Константина, Фомы, консула Джованни ди Скаффа). На территории, ближайшей к цитадели, также сохранились мост, турецкие бани и несколько церквей. |      |
| Генуэзская крепость в Судаке   | Крым, Судак                                    | Крупная, хорошо сохранившаяся итальянская крепость XIV века на Крепостной горе.       | Площадь крепости — 30 га. Прекрасно сохранен консульский замок, возведённый в 14-15 столетии. |      |
| Крепость Кутлак                | Крым, Судакский регион                         | Основано укрепление было в середине I в. до н. э.                                     | Полностью разрушена. Сохранились только руины стен длиной около 200 м. |      |
| Алустон                        | Крым, Алушта                                   | Византийская крепость VI века.                                                        | Разрушена, сохранились фундаменты стен и руинированные башни. |      |
| Фуна                           | Крым, Алушта (у подножия горы Южная Демерджи)  | Крепость XV века, построенная княжеством Феодоро.                                     | Разрушена, сохранились фундаменты стен и ворота. |      |
| Чембало                        | Крым, Балаклава                                | Итальянская крепость XIV века.                                                        | Крепость руинирована, сохранились остатки стен и донжон. |      |
| Херсонес Таврический           | Севастополь                                    | Древнегреческая колония V века.                                                       | Кроме городища, сохранились развалины стен и башен. |      |
| Каламита                       | Инкерман                                       | Крепость XV века, построенная княжеством Феодоро.                                     | Сохранились руины башен. |      |
| Чуфут-Кале                     | Крым, Бахчисарай                               | Пещерный город-крепость, основанный в V—VI веке Византией.                            | Сохранились городские стены и башни, окружающие городище. |      |
| Эски-Кермен                    | Крым, в 14 км на юг от города Бахчисарай       | Пещерный город-крепость, основанный в конце VI века Византией.                        | Площадь города 8,5 га, сохранились руины стен. |      |
| Сюйреньская крепость           | Крым, поселок Куйбышево Бахчисарайского района | Основана Византией в VI—XI веках, входила в оборонительную систему княжества Феодоро. | Сохранились остатки крепостных стен и башня. |      |
| Перекопская крепость           | Крым, поселок Перекоп                          | Крымско-татарская крепость XVI века на Перекопском Валу.                              | Сохранились остатки крепостных стен и ворот. |      |
| Арабатская крепость            | Крым, село Каменское                           | Крепость XVII века.                                                                   | Сохранились руины бастионов. |      |

## Декоративные стены, не имевшие оборонительного характера
В XVII—XVIII веках по образцу средневековых крепостей были построены стены нескольких монастырей. Хотя старые деревянные монастырские стены чаще имели вооружение, новые крепости оборонительной функции уже не выполняли.
| Название                                    | Местоположение                            | Дата сооружения | Примечания | Фото                              |
| ------------------------------------------- | ----------------------------------------- | --- | --- | --------------------------------- |
| Андроников монастырь                        | Москва                                    | Архитектурный ансамбль XV—XIX вв. Стены и башни возведены в 1747 — гг. | |                                   |
| Богородице-Рождественский монастырь         | Владимирская область, Владимир            | Заложенный ещё в XII в. Архитектурный комплекс сложился в XVII—XIX вв. Каменная ограда возведена в конце XVII в. | Хотя большинство монастырских сооружений была уничтожена большевиками в 1930-е гг, ограждение уцелело до наших дней в первоначальном виде. |                                   |
| Борисоглебский монастырь                    | Московская область, Дмитров               | Архитектурный комплекс главным образом начала XVI—XIX вв. Каменная ограда с 4 башнями возведена в 1685—1689 гг. | |                                   |
| Горицкий Успенский монастырь                | Ярославская область, Переславль-Залесский | Архитектурный ансамбль XVII—XVIII вв. Каменные стены и башни возведены в конце XVIII в. | |                                   |
| Данилов монастырь                           | Москва                                    | Архитектурный ансамбль XVII—XIX вв. Стены с 7 башнями возведены в конце XVII в. | |                                   |
| Михайло-Архангельский монастырь             | Владимирская область, Юрьев-Польский      | Монастырский комплекс XVI—XIX вв. Первоначальные стены возведены ещё в 1530-е гг, однако после многочисленных перестроек XVII—XVIII вв. от них остался лишь участок с тремя башнями.                                 | |                                   |
| Можайский Лужецкий монастырь                | Московская область, Можайск               | Монастырь основан в 1408 году. Каменная ограда с 6 башнями и 2 воротами построена в 1681-1684 годах. | |                                   |
| Николо-Угрешский монастырь                  | Московская область, Дзержинский           | Монастырь основан в XIV веке Дмитрием Донским. Наиболее известная часть оборонительного комплекса — Палестинская стена, признанная объектом культурного наследия федерального значения. Построена в 1855—1866 годах. | |                                   |
| Николо-Улейминский монастырь                | Ярославская область, Улейма               | Архитектурный ансамбль главным образом XVII — начала XVIII в. Каменные стены возведены в начале XVIII в. | |                                   |
| Покровский городок                          | Ленинградская область, Пушкин (город)     | Построен как казармы лейб-гвардии 3-го стрелкового полка в 1914—1916 годах в ростовском стиле. | |                                   |
| Покровский монастырь                        | Владимирская область, Суздаль             | Монастырский комплекс начала XVI—XVIII вв. Каменная ограда строилась постепенно, начиная с первой половины XVI в. Окончательно комплекс монастырских стен сложился в первой половине XVIII в.                        | |                                   |
| Сабуровская крепость                        | Орловская область, Сабурово               | Построена генерал-фельдмаршалом Михаилом Федотовичем Каменским как «памятник во славу русского оружия» в конце XVIII века.                                                                                           | Стилизованная под крепостную стену садовая ограда имения графов Каменских недалеко от Орла.                                                | Краснокирпичная крепостная стена. |
| Спасо-Яковлевский монастырь                 | Ярославская область, Ростов               | Архитектурный ансамбль XVII—XIX вв. Каменные стены и башни возведены в конце XVIII в. | |                                   |
| Тихвинский Богородичный Успенский монастырь | Ленинградская область, Тихвин             | Архитектурный ансамбль начала XVI—XIX вв. Каменные стены и башни строились постепенно более ста лет, начиная с середины XVII в. За это время монастырская крепость потеряла всякое военное значение.                 | |                                   |

## Галерея
- Спасо-Прилуцкий монастырь на гравюре 1830-х гг
- Крымская война: английские корабли нападают на Соловецкий монастырь. Лубок.
- На территории ростовского архиерейского двора-«кремля» проходили съемки фильма «Иван Васильевич меняет профессию».
- Тобольский кремль. На переднем плане цитадель - Купеческий двор.
- Смоленские стены на старинной гравюре В. Гондиуса (1636г.).
- Александровская слобода на дореволюционном фото (Прокудин-Горский).
- Вид Ярославского Спасо-Преображенского монастыря в XVII в. Реконструкция.